# Université des sciences appliquées de Vaasa
L'université des sciences appliquées de Vaasa (finnois : Vaasan ammattikorkeakoulu) est une université publique, située dans le district de Palosaari à Vaasa en Finlande. 
Elle a pour objectif de dispenser des formations professionnelles.

## Présentation
VAMK forme des diplômés en commerce, en ingénierie, en gestion hôtelière et en services sociaux, ainsi que des infirmières en finnois, suédois et anglais pour les besoins exigeants de la vie professionnelle.
VAMK compte environ 3 300 étudiants et un personnel d'environ 250 membres.

## Services

### Bibliothèque universitaire
La bibliothèque scientifique Tritonia est  partagée par l'université des sciences appliquées et les autres institutions académiques de la ville.

### Laboratoire Technobothnia
Le laboratoire Technobothnia, est partagé avec l'Université des sciences appliquées Novia et l'Université de Vaasa.